# Remington Model 10
A Remington Model 10, é uma escopeta por ação de bombeamento com cão embutido e um carregador tubular externo, que foi fabricada pela Remington Arms entre 1908 e 1929 tendo tido boa aceitação no mercado, com mais de 300.000 produzidas.

## Visão geral
A Remington Model 10 foi projetada em 1908 por John Pedersen para a Remington Arms. Ela tem um percutor interno dentro do ferrolho e um carregador tubular que é carregado e ejetado de uma porta na parte inferior do receptor. Uma versão melhorada, a "Model 29", foi introduzida em 1930 com melhorias feitas por C.C. Loomis.

## Uso militar
Os militares dos Estados Unidos usaram uma versão de cano curto conhecida como a escopeta de "trincheira" ("trench shotgun") ou "rebelião" ("riot shotgun"). A Winchester Model 1897 foi a principal delas, mas a Remington fez 3.500 da versão do "Model 10-A" para emissão para as tropas dos EUA durante a Primeira Guerra Mundial.
Para essa finalidade, a Model 10 foi modificada reduzindo o comprimento do cano para 23 polegadas (58 cm) e adicionando zarelhos giratórios, um escudo térmico de madeira sobre o cano e um adaptador com terminal de baioneta para afixar uma baioneta M1917.
Essas escopetas de trincheira com números de série entre 128.000 e 166.000 foram marcadas com a inscrição "US" e a insígnia da "Flaming Bomb" ("bomba flamejante") no lado esquerdo do receptor. Os militares dos Estados Unidos também compraram uma série de Remington Model 10 com canos de 20 polegadas (51 cm) para a guarda de prisioneiros e canos de 26 a 30 polegadas (66 a 76 cm) para treinar artilheiros aéreos. O Model 10-A foi usado em número limitado pelo Corpo de Fuzileiros Navais durante a década de 1930.